# Chiesa di Santa Maria Bianca della Misericordia
La chiesa di Santa Maria Bianca della Misericordia è una chiesa di Milano, detta anche abbazia di Casoretto, dal nome del quartiere di Casoretto, nella periferia nord orientale, dove sorge in piazza San Materno.
Sorse nel Quattrocento per volere del ricco mercante, possidente e nobile Pietro Tanzi, che nella dedica la distinse con l'aggettivo "Bianca" per distinguerla da altre chiese dedicate alla Vergine e sorte nel medesimo periodo: la chiesa di Santa Maria Nera, detta di Loreto, vicino all'odierno piazzale omonimo, e la chiesa di Santa Maria Rossa a Crescenzago. La scelta del bianco pare legata al colore della veste della Vergine nell'affresco che la ritrae all'interno.

## Storia

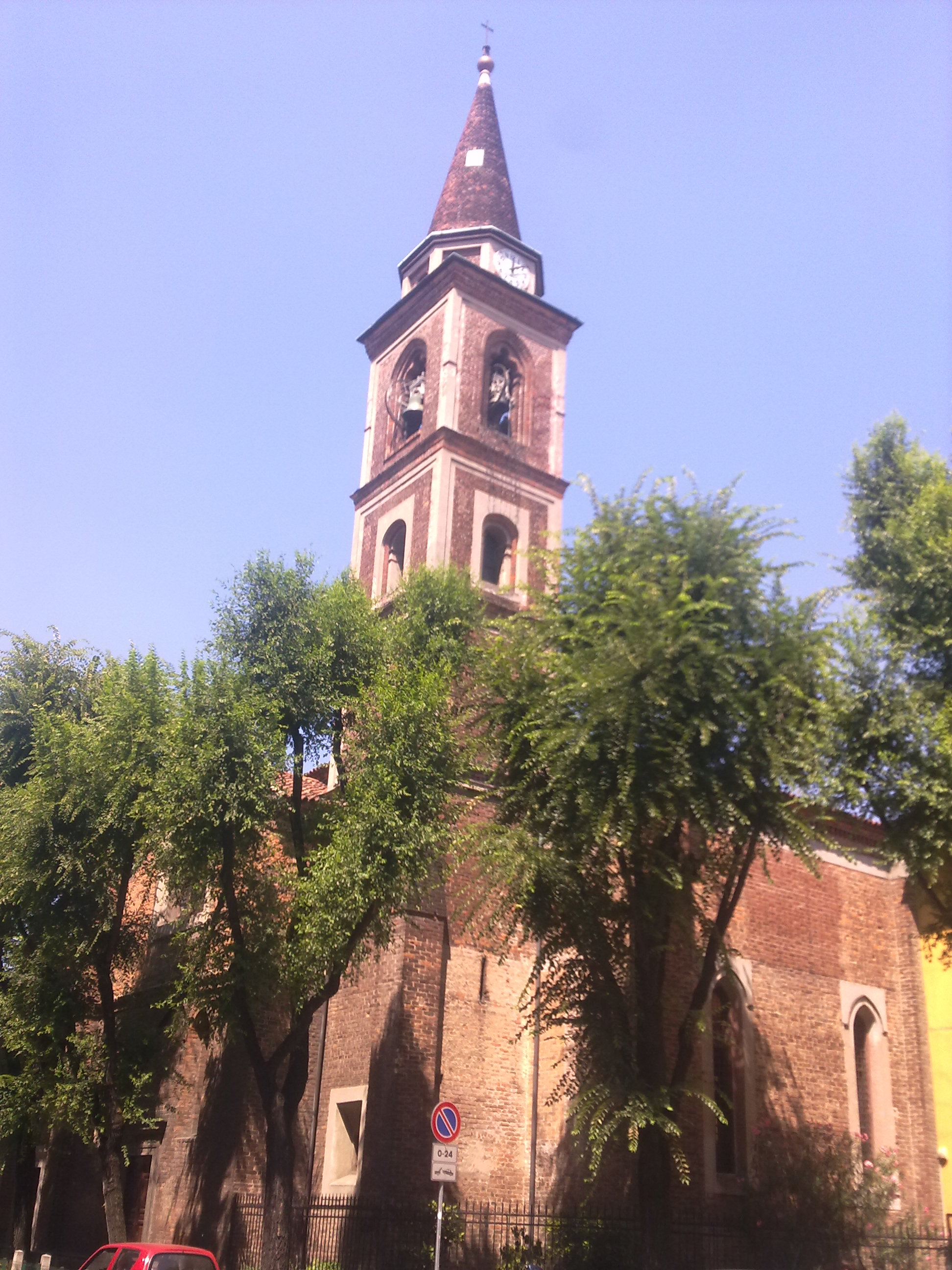
Campanile

Nel 1404 dove ora sorge l'abbazia, esisteva una chiesetta, facente parte dei possedimenti suburbani del nobile Pietro Tanzi, esponente di una famiglia mercantile proveniente da Genova e antenato dei conti Tanzi di Blevio e dei Tanzi di Milano, nobilitati dall´imperatore Giuseppe II nel XVIII secolo. Quell'anno, avendo finanziato il restauro dell'edificio sacro, il Tanzi aveva chiesto al priore di Santa Maria della Frigionaia, a Lucca, l'invio di alcuni canonici lateranensi che vi officiassero. 
Tanzi, con testamento dell'agosto 1405, lasciò poi tutti i suoi beni alla chiesetta, a condizione che questa dipendesse dalla Frigionaia e che vi si trovassero stabilmente almeno sei canonici.
Il 27 agosto 1406 venne eletto il primo priore della congregazione dei canonici regolari di Casoretto e negli anni seguenti si operò alla sistemazione delle abitazioni dei religiosi. La costruzione della chiesa iniziò solo più tardi: documenti riguardanti donazioni per la fabbrica della chiesa risalgono al 1472 e al triennio 1477-1479. 
L'edificio fu realizzato dai Solari, in particolare vi lavorò Guiniforte Solari. Negli anni 1479-1480 si lavorò alla decorazione di alcune cappelle, mentre il campanile fu terminato il 4 giugno 1490.
In epoca sforzesca conobbe la massima prosperità: una serie di lasciti consentì anche la costituzione di una fornita biblioteca e di mantenervi trenta canonici, scelti per censo e cultura; nel 1566 ottenne il titolo di abbazia.
A partire dalla seconda metà del Cinquecento l'edificio venne modificato, forse su progetto dell'architetto Pellegrino Tibaldi. vi soggiornò san Carlo Borromeo
Dal 17 giugno 1772, con la soppressione della canonica, iniziò un periodo di degrado, durante il quale la chiesa divenne succursale di Turro, per poi diventare chiesa parrocchiale all'inizio del XX secolo.
La facciata fu restaurata nel 1927 dall'architetto Annoni, che le restituì l'impianto quattrocentesco. Dopo vari lavori di riparazione, nel 1943 venne realizzato il nuovo coretto a sinistra dell'altare maggiore, alterando così la planimetria dell'edificio. Seguirono altri restauri negli anni 1958-1960.
Nel 1957 cedette parte del territorio parrocchiale alla nuova parrocchia di San Luca Evangelista.

## Descrizione

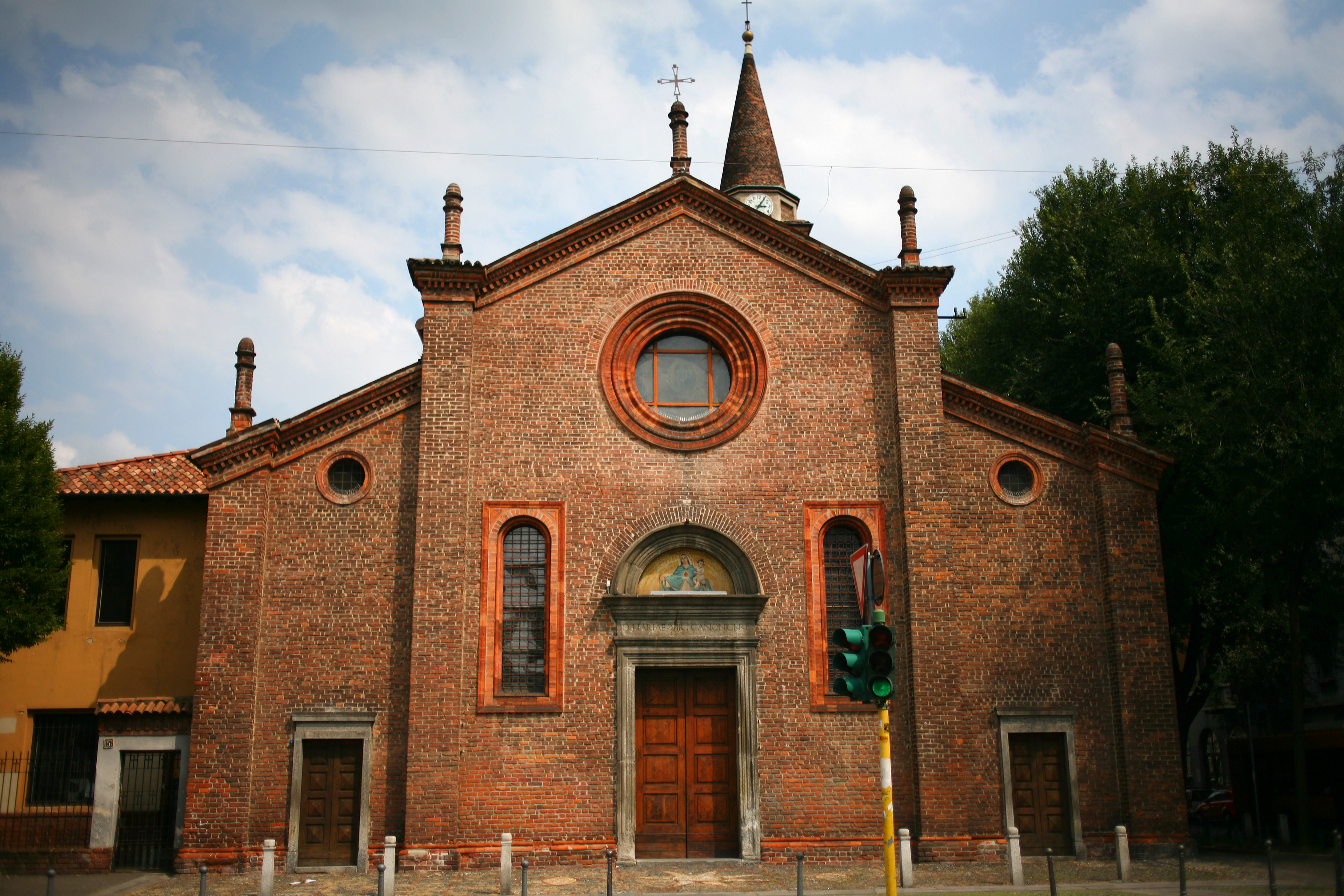
Particolare della facciata

La facciata, in mattoni, è preceduta da un selciato in rizzada, che raffigura la rosa dei venti. Alla sua sinistra si trova il chiostro mentre sulla destra, leggermente arretrato, è visibile il campanile.
Il chiostro richiama stilisticamente il romanico. Adibito a cortile dell'oratorio, vi si usava conservare numerose lapidi, per lo più provenienti dalla chiesa.
La chiesa è attualmente a tre navate, come era stata progettata originariamente. Nel XVI secolo le navate laterali erano state invece trasformate in cappelle. Dello stesso periodo è la trasformazione del transetto in tiburio, mentre le volte a crociera della navata maggiore erano state sostituite con una volta a botte (quest'ultima rimasta anche dopo il successivo ripristino).
Nella parte sinistra del transetto si trova un affresco raffigurante la Vergine Bianca della Misericordia di Casoretto (1446).
Nel secondo arco a destra si trova il trittico attribuito al Bergognone (o al suo allievo Ambrogio Bevilacqua), raffigurante la Resurrezione di Cristo, tra Giovanni Battista e Giovanni Evangelista. Sono presenti anche i ritratti dei coniugi Melzi, qui sepolti.